# Ivo Zeiger
Ivo Zeiger SJ (* 29. Juli 1898 in Mömbris, Bayern; † 24. Dezember 1952 in München) war ein römisch-katholischer Theologe und Jesuit.

## Leben und Wirken
Ivo Aloysius Zeiger wurde als Sohn der Eheleute Karl und Adelheid Zeiger (geb. Fischer) am 29. Juli 1898 zu Mömbris in Unterfranken im Haus Nr. 53 geboren. Sein Taufpate war der Bruder seiner Mutter, Ivo Fischer, der später als Domkapitular im Bistum Würzburg fungierte.

### Schulzeit, Kriegsdienst, Noviziat, Studium und Priesterweihe
Von 1905 bis 1910 besuchte er die Volksschule in Mömbris, von September 1910 bis 1916 das Humanistische Gymnasium zu Aschaffenburg und das Neue Gymnasium in Würzburg. Beim Übertritt an das Gymnasium übersprang er zwei Klassen und trat direkt in die dritte Gymnasialklasse ein. Im November 1916 wurde er zum Kriegsdienst eingezogen und erhielt im Sommer 1917, bereits im Kriegsdienst stehend, die Matura.
Am Ersten Weltkrieg nahm er als Freiwilliger in einer Maschinengewehrabteilung sowie in der 10. Kompanie des Königlich Bayerischen 9. Infanterie-Regiments „Wrede“ in Flandern teil und wurde am 14. Juli 1917 als leicht verwundet und am 18. März 1919 als vermisster Vizefeldwebel gelistet. Er erhielt Kriegsauszeichnungen. Im Oktober 1918, knapp drei Wochen vor dem Waffenstillstand, geriet er in englische Kriegsgefangenschaft, aus der er im Februar 1920 heimkehrte. Nach seiner Heimkehr schloss er sich zunächst einem Freikorps an und studierte danach zwei Semester Jura an der Universität Würzburg. Dort wurde er aktives Mitglied der Katholischen Studentenverbindung Normannia Würzburg.
Am 5. April 1921 trat er in das Noviziat der Gesellschaft Jesu, den Orden der Jesuiten, in der Oberdeutschen Provinz zu Feldkirch ein. Ab Oktober 1922 studierte er Philosophie und direkt im Anschluss Theologie in Innsbruck. Am 29. Juli 1928 wurde er durch Kardinal Michael von Faulhaber in Pullach bei München zum Priester geweiht. Nach Abschluss des Theologiestudiums im Herbst 1929 absolvierte er das zweijährige Studium des Kirchenrechts an der Päpstlichen Universität Gregoriana in Rom. Im Juli 1931 wurde er dort zum Doktor des Kirchenrechts (Dr. iur. can.) sowie im selben Monat zum Doktor der Theologie (Dr. theol.) an der staatlichen Universität Innsbruck promoviert. Gleichzeitig wurde er zum Professor auf den neuerrichteten Lehrstuhl für Rechtsgeschichte der Gregoriana berufen.

### Professor und Rektor
Ab Juli 1931 war Pater Zeiger Professor für Geschichte des Kirchenrechts an der Päpstlichen Universität Gregoriana in Rom, an der er Vorlesungen hielt und wissenschaftlich publizierte. Zudem hatte er einen Lehrauftrag am jesuitischen Ignatiuskolleg in Valkenburg in den Niederlanden (heute: Philosophisch-Theologische Hochschule St. Georgen in Frankfurt am Main). Am 15. August 1938 legte er die feierlichen Gelübde in der Hauskapelle des Ignatiuskollegs Valkenburg ab. Im November 1939 wurde ihm von P. General Wladimir Ledóchowski die Leitung des renommierten Priesterseminars Pontificium Collegium Germanicum et Hungaricum anvertraut. Von November 1939 bis Mai 1944 organisierte er den Neubau des Kolleggebäudes in der Via di S. Nicola da Tolentino. Als Rektor des Germanikums hatte Zeiger u. a. die Aufgabe, die künftigen Priester in Pastoralvorlesungen und auf moraltheologischen Konferenzen in die Fragen der modernen Seelsorge einzuführen.

### Päpstlicher Sonderbeauftragter
Nach der Einnahme Roms durch die Alliierten im Sommer 1944 übertrug Papst Pius XII., der bereits 1933 in seiner Funktion als Kardinalstaatssekretär Ivo Zeiger als Gutachter in Konkordatsfragen persönlich kennen und als fähigen Kirchenrechtler schätzen gelernt hatte, Nuntius Erzbischof Antonio Riberi die Sorge der deutschen Kriegs- und Zivilgefangenen in Italien und stellte ihm Ivo Zeiger als Dolmetscher, Unterhändler und Organisator zur Seite. Durch sein diplomatisches Geschick konnte Zeiger im Winter 1944/45 bei seinen Fahrten zu den Lagern der Alliierten in Süditalien dabei tausenden Gefangenen helfen und auch ihre alsbaldige Entlassung bewirken. Dies blieb von Papst Pius XII. nicht unbemerkt und bestätigte sein Vertrauen in die Fähigkeiten von Zeiger.
Nach Kriegsende sandte Papst Pius XII. Ivo Zeiger im September 1945 in einem Sonderauftrag zu einer Erkundungsfahrt zu allen Bischöfen Deutschlands und Österreichs, um Kontakt aufzunehmen und dem Vatikan Bericht über die Lage der Katholiken nach der bedingungslosen Kapitulation in den beiden Ländern zu erstatten. Zeiger konnte sich jedoch nur in der amerikanischen und französischen Zone relativ frei bewegen. Nach Köln, in der britischen Zone, wurde ihm der Zugang nur für einen Tag genehmigt. Die Sowjetunion verweigerte die Einreise in ihre Zone gänzlich. Ein Ergebnis der Reise war, dass Zeiger dem Papst die Installation einer Stelle in Deutschland empfahl, um vor allem mit den Amerikanern in direktem Kontakt vor Ort verhandeln zu können.
Diesen Rat befolgte der Papst sogleich und so kam es zur Einrichtung der Vatikanischen Mission in Kronberg im Taunus. Die Amerikaner hatten der Delegation aus dem Vatikan dafür die beschlagnahmte Villa Grosch in Kronberg zugewiesen. Die Burgstadt hatte den großen Vorteil, dass sie unweit des amerikanischen Hauptquartiers im heutigen Poelzig-Bau in Frankfurt lag. Zum Leiter berief der Papst den amerikanischen Bischof deutscher Abstammung Aloysius Muench als päpstlichen Visitator, da die Amerikaner sich einen Landsmann als Ansprechperson wünschten. Den Großteil der Arbeit erledigte jedoch von nun an Ivo Zeiger im Hintergrund, wie etwa Gefangenenbetreuung, Suchdienst, Flüchtlingsfragen und Vermittlung zu den Besatzungsmächten. Zeiger, weil mit den teils komplizierten Verhältnissen im Vatikan bestens vertraut, entwickelte sich schnell zum wichtigsten Mitarbeiter von Muench, dessen offizielle Aufgabe es war, sich um die Belange der katholischen „displaced persons“ zu sorgen. So bezeichneten die Amerikaner alle von den Nazis nach Deutschland verschleppten Zwangsarbeiter, die nach Kriegsende nicht direkt in ihre Heimatländer zurückkehren konnten. Doch schon rasch kümmerte sich die päpstliche Dienststelle in Kronberg inoffiziell auch um wichtige Belange der deutschen Katholiken und entwickelte sich zu einer zentralen Kontaktstelle zwischen den deutschen Bischöfen und dem Vatikan. Zudem wurden nun in den späteren deutschen Bundesländern Verfassungen entworfen, für deren Gestaltung Bischöfe und Abgeordnete den Juraprofessor Zeiger um sachkundige Beratung baten. Zu diesem Zweck führten ihn Autofahrten durch alle vier Besatzungszonen zu zahllosen Treffen, Besprechungen und Verhandlungen. Die Ausarbeitung der rechtlichen Gutachten und der umfangreichen Korrespondenz ging häufig bis in die Nacht hinein. Weiterhin wurden in der Villa Grosch päpstliche Hilfslieferungen für die notleidende Bevölkerung organisiert: Vom Sommer 1946 bis Sommer 1949 wurden 950 Güterwaggons zu je 17 Tonnen mit Lebensmitteln, Kleidung, Wäsche und Hausrat nach Deutschland gesandt. Es waren wohl u. a. diese Hilfslieferungen, die Josef Kardinal Frings dazu veranlassten, Ivo Zeiger als den „großen Wohltäter des deutschen Volkes“ zu bezeichnen.

### Rede auf dem Katholikentag 1948 und Schriftleiter der „Stimmen der Zeit“
Weit bekannt wurde Ivo Zeiger durch seine viel Aufsehen erregende Rede anlässlich des 72. Katholikentags (des ersten nach der NS-Herrschaft) in Mainz im September 1948. Dort stellte er die provokante These auf: „Deutschland ist Missionsland“, um damit auf die damals schwierige Lage der deutschen Katholiken hinzuweisen.
Als der apostolische Visitator Bischof Aloysius Münch 1951 als Nuntius akkreditiert wurde und die nun zur Nuntiatur erhobene Vatikanische Mission nach Bad Godesberg verlegt wurde, bat Zeiger aufgrund seiner stark angeschlagenen Gesundheit im Mai 1951 um seine Entlassung, die ihm der Vatikan gewährte.
Die Oberen des Jesuitenordens betrauten ihn nach nur knapp zehn Monaten mit einer weiteren Aufgabe, die seine letzte sein sollte. Am 19. März 1952 wurde er in München Schriftleiter der „Stimmen der Zeit“, einer monatlich erscheinenden Zeitschrift des Jesuitenordens. Diese Aufgabe konnte er nur neun Monate lang erfüllen.
An Heiligabend 1952 verstarb Pater Ivo Zeiger in München.

### Immenses Arbeitspensum
Nicht zuletzt infolge seines immensen Arbeitspensums erlitt Zeiger bereits 1951 einen schweren Herzinfarkt, der ihn zur Aufgabe seiner Tätigkeit in Kronberg zwang.
Nach einer Herzkrise verstarb Ivo Zeiger am 24. Dezember 1952 in München. Sein lebloser Körper wurde im Flur vor seinem Arbeitszimmer aufgefunden.
Am 27. Dezember 1952 hielt ihm sein Freund, Bundesbruder und ehemaliger Schüler an der Gregoriana und im Germanicum, der Bischof von Würzburg Julius Döpfner unter Mitwirkung des Erzbischofs von München und Freising Joseph Kardinal Wendel in München das Requiem. Pater Ivo Zeiger wurde auf dem Friedhof des Berchmannskollegs in Pullach bei München beigesetzt. Obwohl man ihn gerne in seinem Geburtsort Mömbris bestattet hätte, blieb dieser Wunsch den Mömbrisern unerfüllt. In seiner Heimatgemeinde Mömbris gedachte man des Paters Ivo Zeiger, indem man die Volksschule (Ivo-Zeiger-Schule) und das katholische Gemeindezentrum (Ivo-Zeiger-Haus) nach ihm benannte.

## Nachrufe auf den Jesuitenpater Ivo Zeiger (Auswahl)
- Dankbarkeit des Heiligen Stuhles für die geistig wertvollen, tatkräftigen Dienste, die Sie der dortigen Vertretung des Heiligen Stuhles geleistet haben, immer von erleuchteter Klugheit geleitet und voll großmütiger Hingabe. (Prostaatssekretär Montini, der spätere Papst Paul VI.)
- Der große Wohltäter des deutschen Volkes. (Josef Kardinal Frings)
- Der klügste Mann im Vatikan. (Altreichskanzler Heinrich Brüning, Briefe und Gespräche 1934 bis 1945, Stuttgart 1974, S. 122.)
- Er gilt als Vater, als Begründer der Gesellschaft Katholischer Publizisten Deutschlands. (Jesuitenpater Albert Keller, München)
- Der wohl größte Sohn der Marktgemeinde Mömbris. (Heimatpfleger Emil Griebel, Gunzenbach)

## Schriften (Auswahl)
- Seelisches Werden und erstes Wirken der Exerzitien. Marianischer Verlag, Innsbruck 1925.
- Kulturwende und katholische Weltauffassung. Verlag Gerhard Schulte-Bulmke, Frankfurt am Main 1946.
- Die religiös-sittliche Lage und die Aufgabe der deutschen Katholiken. Generalsekretariat der Deutschen Katholikentage, Paderborn 1948.